# Düte
Die Düte ist ein Fluss in Niedersachsen. Sie entspringt im Teutoburger Wald östlich des Hohnsbergs in Wellendorf (Gemeinde Hilter am Teutoburger Wald).

## Name
Der Name leitet sich vermutlich von germ. *þuti- ab, einer Form zum Verb *þeut-a- ='schallen'.

## Verlauf
Von ihrer Quelle im Landkreis Osnabrück in Wellendorf verläuft die Düte in Georgsmarienhütte über die Stadtteile Kloster Oesede, Oesede und Georgsmarienhütte, passiert in Malbergen eine Kläranlage und fließt von dort weiter durch ein Wiesental über Hörne nach Osnabrück. Zwischen den Osnabrücker Stadtteilen Sutthausen und Atter wird die Düte von Wilkenbach, Goldbach und Hischebach gespeist, welche in Hellern, Lotte und Atter münden. Nahe Wersen-Halen im Kreis Steinfurt fließt sie bei 52 Meter über Normalnull nach einer Strecke von ca. 35 km in die Hase.

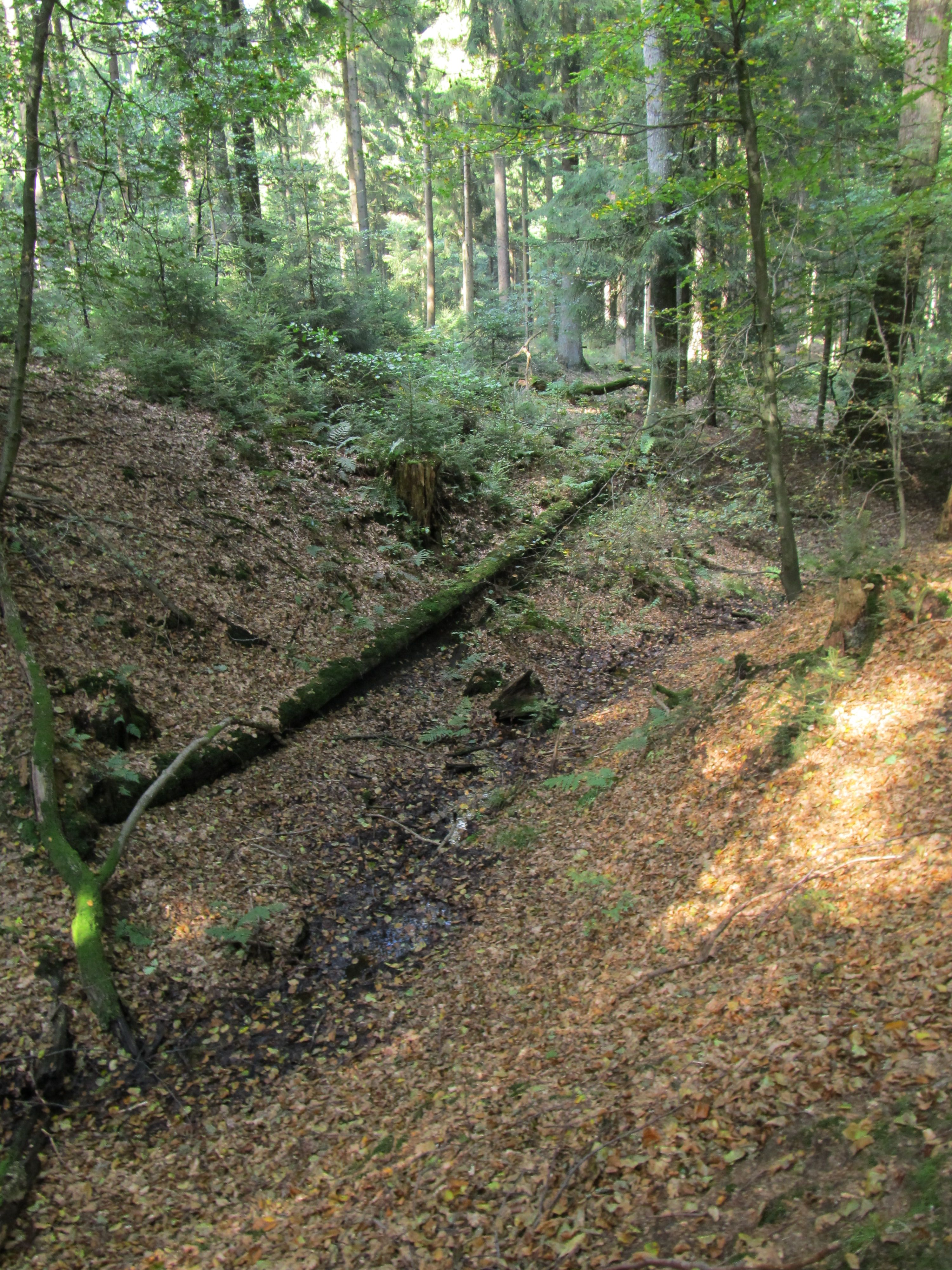
Oberlauf der Düte, östlich des Hohnsberges
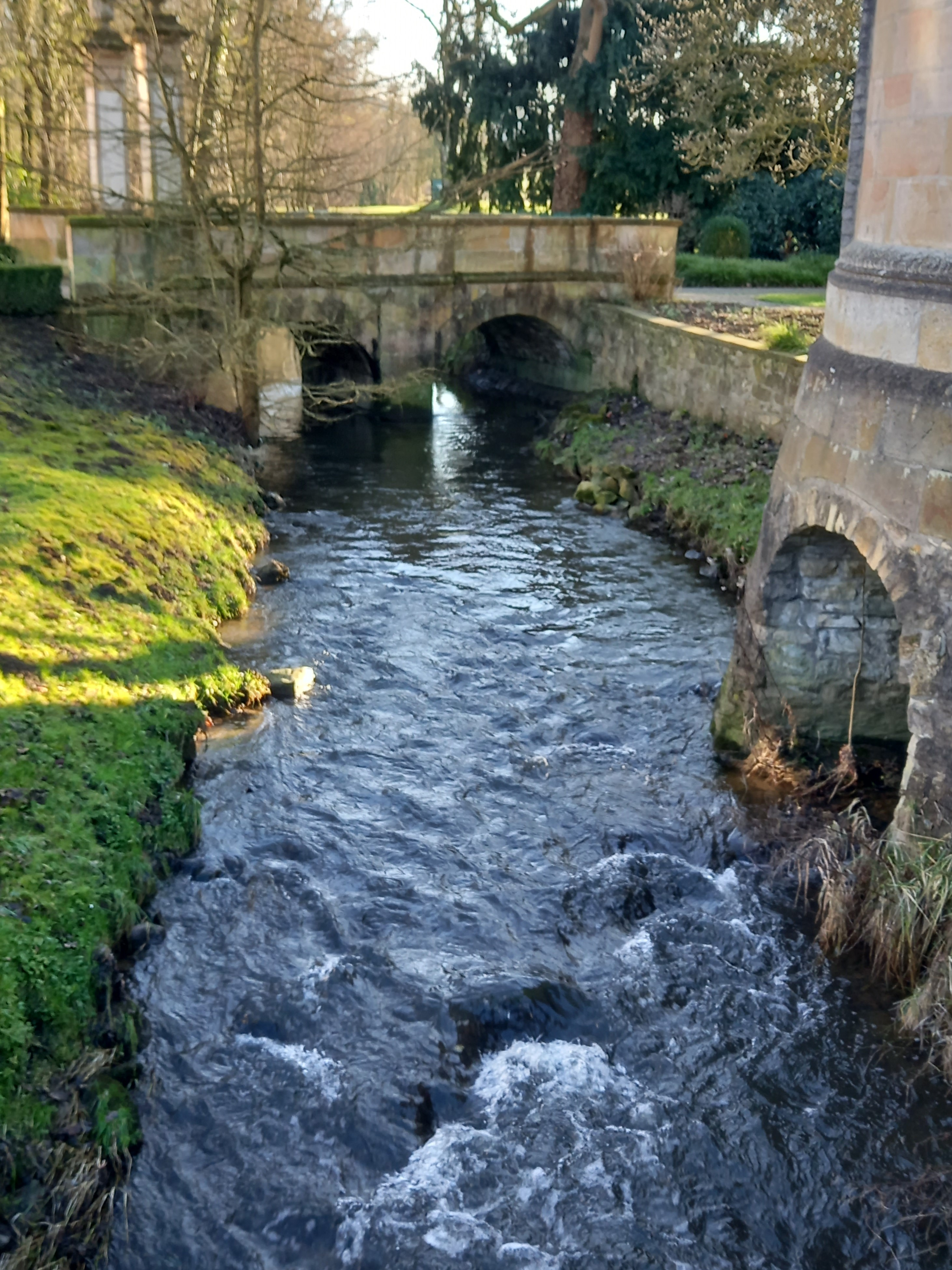
Düte auf dem Gelände des Guts Sutthausen

## Gewässerstrukturgüte
Im Oberlauf bis zum Regenrückhaltebecken bei Kloster Oesede verläuft die Düte auf den ersten fünf Kilometern weitgehend naturnah (Gewässerstrukturgüte 1 bis 3), teilweise deutlich verändert (Güteklasse 4). Bei Kloster Oesede verändert sich die Strukturgüte durch Begradigung entlang der Bahnlinie auf Klasse 6 (sehr stark verändert), bei Georgsmarienhütte durch die verrohrte Verlegung unter dem Firmengelände des Stahlwerkes auf Klasse 7 (völlig verändert). Nördlich von Georgsmarienhütte entspannt sich die Gewässersituation dann wieder.

## Landschaftsbild
Die obere Düte ist geprägt durch unveränderte, naturnahe Abschnitte und kurze Uferbefestigungen. In engen Tälern verläuft die Düte oft durch Laubwald, sonst dominiert Grünland in der Aue und Erlen säumen das Gewässer.
Die über ein Kilometer lange unterirdische Verrohrung unter dem Firmengelände des Stahlwerkes stellt eine vollständige Abtrennung des Oberlaufs vom Unterlauf dar.
Der Unterlauf selber weist dann wiederum eine natürliche Laufkrümmung auf, die Düte mäandriert, meist von Erlen gesäumt, durch ein Wiesental.
Bei Hörne ist die Düte unbegradigt, von Ufergehölzen gesäumt und die Ufer sind nur vereinzelt durch Steinschüttungen oder andere Befestigungen verbaut. Unterhalb von Hellern ist die Düte wieder stärker ausgebaut und teilweise begradigt. Im Stadtteil Atter überquert die Bundesautobahn 1 den Fluss (Dütebrücke).

## Naturschutzgebiet
Im Landschaftsrahmenplan der Stadt Osnabrück wird die Düte als potentielles Naturschutzgebiet empfohlen. Ein Revitalisierungskonzept im Landschaftsplan Düte verfolgt das Ziel, die Düte zu einem naturnahen Fließgewässer zu entwickeln, damit Gewässerbett und Aue wieder Lebensraum für eine gewässertypische Pflanzen- und Tierwelt werden können. Dafür stellt die Stadt Osnabrück circa 47 ha zur Verfügung, die gegen Flächen, die zur Anlage von Gewässerrandstreifen und zur Extensivierung der Nutzung im zukünftigen Überschwemmungsgebiet gebraucht werden, getauscht werden sollen. Aufgrund des Vorkommens der Fischart Groppe wurde die Düte 2004 unter den Schutz der Flora-Fauna-Habitat-Richtlinie der Europäischen Union gestellt.